# Pseudagrion olsufieffi
Pseudagrion olsufieffi – gatunek ważki z rodziny łątkowatych (Coenagrionidae).